# August Friedrich Gfrörer
August Friedrich Gfrörer (Calw, 5 marzo 1803 – Karlovy Vary, 6 luglio 1861) è stato uno storico tedesco.

## Biografia
Obbediente ai desideri dei suoi genitori, ma contro le proprie inclinazioni, si dedicò allo studio della teologia; fu uno studente presso il "Piccolo Seminario Evangelico" di Tubinga dal 1817 al 1821, e dal 1821 al 1825 ha continuato i suoi studi presso il "Maggior Seminario" della stessa località. Ha completato la sua formazione con una serie di viaggi scientifici tra la Svizzera e l'Italia, dopo di che è tornato alla sua alma mater.
Nel 1829, venne nominato Vicario nella città di Stoccarda. Avendo ormai perso ogni fede nella religione rivelata, si convinse che continuando i suoi doveri pastorali sarebbe stato coinvolto in un grave conflitto; pertanto si dimise dal suo Vicariato. Su raccomandazione di Victor von Bonstetten, un amico di suo padre, nel 1830 venne nominato terzo bibliotecario della biblioteca pubblica di Stoccarda con il titolo di professore. Durante le sue numerose ore di tempo libero si applicò con entusiasmo allo studio di letteratura e storia. Grazie al frutto di queste fatiche pubblicava il seguente anno il suo lavoro su Filosofia e Teosofia giudaico-alessandrina (2 voll., Stoccarda, 1831). Quest'opera è stata presupposto per un suo lavoro più approfondito intitolato Storia critica del Cristianesimo delle origini (Stoccarda, 1838, in 5 voll.). In ciò Gfrörer, probabilmente spinto da Vivere Gesù di David Strauss, ha cercato di concepire storicamente la vita e l'insegnamento di Cristo, e, pur scrivendo formalmente come un razionalista, rinuncia fermamente ad essere "un aderente al modello moderno di verità negative", come nel caso di Strauss.
Nella prima parte, con il sottotitolo L'anno della salvezza, egli analizza il tempo in cui Cristo ha vissuto; nella seconda, intitolata Parole sacre, egli tratta l'autenticità e il carattere letterario dei primi tre Vangeli, e nella terza, La Santità e la Verità, discute del Vangelo di Giovanni.  Il lavoro, quindi, è un esame approfondito del carattere e del significato del Nuovo Testamento da un punto di vista storico, ed è basato su una grande quantità di materiali. Allo stesso tempo studiava la storia della Guerra dei Trent'anni, e nel 1835 (a Stoccarda) pubblicava Gustav Adolf, Re degli Svedesi e il suo tempo (4ª ed., 1863), nella quale sottolineando il ruolo politico del re svedese prendeva una posizione diametralmente opposta alle opinioni tenute dai Protestanti.
Un'impressione egualmente profonda, soprattutto nei circoli cattolici, era stata prodotta dalla sua Storia generale delle Chiese (4 voll., Stoccarda, 1841-46). Sottolinea il ruolo svolto dalla Chiesa cattolica alla fine dell'anno 1305 per lo sviluppo dell'impero tedesco, ed esalta la politica del papa. Poco dopo fu nominato professore di storia presso l'Università Cattolica di Friburgo in Brisgovia - un incarico, che a prima vista appare sorprendente, in quanto egli era un razionalista e dunque le conclusioni delle sue analisi non risultavano sempre in armonia con la dottrina cristiana. La sua convocazione, tuttavia, è abbastanza comprensibile alla luce delle tendenze dei suoi scritti più recenti, e della sua trattazione imparziale in questioni religiose, che sembrano indicare un graduale ritorno alle opinioni religiose più conservatrici. Nel 1848, fu eletto al Parlamento tedesco a Francoforte come rappresentante di un distretto di Württemberg, egli apparteneva al partito grande-tedesco, ed era un avversario fanatico della Prussia. È un fatto notevole che, nel Parlamento, proponesse una mozione per la riunificazione dei cattolici e protestanti, ma solo a condizione che la Santa Sede promettesse di non permettere mai ai Gesuiti o ai Redentoristi di stabilirsi sul suolo tedesco.
Nel 1853 entrò nella Chiesa cattolica, dopo che tutti gli altri membri della sua famiglia ebbero compiuto lo stesso passo.  Le sue pubblicazioni successive furono: Storia dei Carolingi dell'est e dell'ovest (Friburgo, 1848, 2 voll.); La Storia dalle origini del genere umano (Schaffhausen, 1855, 2 voll., incompleta), a dimostrazione che né la storia critica, né le scienze naturali, nel trattare l'origine e la storia più antica del genere umano, possono vantare la certezza, quando contrastano con le più antiche tradizioni dell'umanità e soprattutto con la Sacra Scrittura; Papa Gregorio VIII e il suo periodo (Schaffhausen, 1859-61, in 7 voll.), una parte della sua Storia della Chiesa, degna di nota per la sua brillante dottrina e per l'indagine coscienziosa. Molti volumi di conferenze sono stati pubblicati postumi: Storia del 18. Secolo (Schaffhausen, 1862-73; Voll. I-IV curato da Johann Baptist Weiss; seconda parte del quarto vol. curato da Tiedemann, Basilea, 1884); Sulla storia del diritto pubblico nel Medioevo (Schaffhausen, 1865, 2 voll.); Storie Bizantine (Graz, 1872-74, 2 voll.). Il suo Prophetae veteres pseudepigraphi latine versi(Versi antichi pseudoepigrafi in latino del profeta) (Stoccarda, 1840), con traduzione, è dal punto di vista critico insoddisfacente.
Gfrörer era un uomo di insolita abilità: egli possedeva una corretta combinazione di grande acume e grande forza di audacia. Fu un autore prolifico, anche se le sue ricerche letterarie erano a volte carenti nel metodo. Morì a Karlovy Vary il 6 luglio 1861..